# تسوتومو ساتو (سياسي)
تسوتومو ساتو هو سياسي ياباني، ولد في 20 يونيو 1952 في ميبو في اليابان. نشط حزبياً في الحزب الليبرالي الديمقراطي الياباني.

## مناصب
- في الانتخابات العامة اليابانية 2017، انتخب عضو مجلس النواب الياباني  [لغات أخرى]‏ عن دائرة Tochigi 4th district [الإنجليزية]‏ وقد انضم خلال فترته النيابية ‏ (22 أكتوبر 2017 – ) للكتلة البرلمانية الحزب الليبرالي الديمقراطي الياباني.
- انتخب Minister of State for Okinawa and Northern Territories Affairs  [لغات أخرى]‏ (24 سبتمبر 2008 – 2 يوليو 2009).
- انتخب Minister of State for Disaster Management  [لغات أخرى]‏ (24 سبتمبر 2008 – 2 يوليو 2009).
- انتخب رئيس الهيئة الوطنية للسلامة العامة [الإنجليزية]‏ (24 سبتمبر 2008 – 2 يوليو 2009).
- انتخب Minister of State for Decentralization Reform [الإنجليزية]‏ (12 يونيو 2009 – 16 سبتمبر 2009).
- انتخب Minister for Internal Affairs and Communications [الإنجليزية]‏ (12 يونيو 2009 – 16 سبتمبر 2009).
- انتخب عضو مجلس النواب الياباني  [لغات أخرى]‏ عن دائرة Tochigi 4th district [الإنجليزية]‏ وقد انضم خلال فترته النيابية ‏ للكتلة البرلمانية الحزب الليبرالي الديمقراطي الياباني.

## وصلات خارجية
- الموقع الرسمي